# تترست
تترست (به انگلیسی: Tattersett) یک محله مدنی و روستا در بریتانیا است که در North Norfolk واقع شده‌است. تترست ۱۱٫۳۸ کیلومتر مربع مساحت و ۹۶۲ نفر جمعیت دارد.